# Harald Hammarström
Harald Hammarström (ur. 4 sierpnia 1977 w Västerås) – szwedzki językoznawca. Jego zainteresowania obejmują lingwistykę komputerową, lingwistykę historyczną oraz typologię języków.
Zajmuje się badaniem szerokiej gamy języków (w tym języków bantu). Prowadzi działania w zakresie dokumentacji językowej, klasycznej pracy analitycznej oraz tworzenia baz typologicznych. Jest jednym z twórców witryny internetowej Glottolog.
Wniósł wkład w badania nad językami papuaskimi. Był także badaczem w Instytucie Psycholingwistyki Maxa Plancka.
Posiada wykształcenie w zakresie informatyki oraz lingwistyki.

## Wybrana twórczość
- Handbook of Descriptive Language Knowledge: A Full-Scale Reference Guide for Typologists (2007)
- Unsupervised Learning of Morphology and the Languages of the World (2009)
- Linguistic Diversity and Language Evolution (2016)
- Language Isolates in the New Guinea region (2017)
- A Survey of African Languages (2018)
- An inventory of Bantu languages (2019)